# Stor bladsvansödla
Stor bladsvansödla (Uroplatus fimbriatus) är en ödleart som beskrevs av Schneider 1797. Uroplatus fimbriatus ingår i släktet Uroplatus och familjen geckoödlor. Inga underarter finns listade i Catalogue of Life.
Den stora bladsvansödlan lever på Madagaskar och kan bli upp till 25 centimeter lång. Färgen växlar snabbt i brunt, blått och grått. Den är ett livligt djur som lever i träd på insekter. Arten hittas i öns östra delar. Den lever i låglandet och i kulliga regioner upp till 800 meter över havet. Habitatet utgörs av fuktiga skogar. Individerna är nattaktiva.
Regionala bestånd hotas av svedjebruk och andra landskapsförändringar. Hela populationen anses vara stor. IUCN kategoriserar arten globalt som livskraftig.

## Bildgalleri

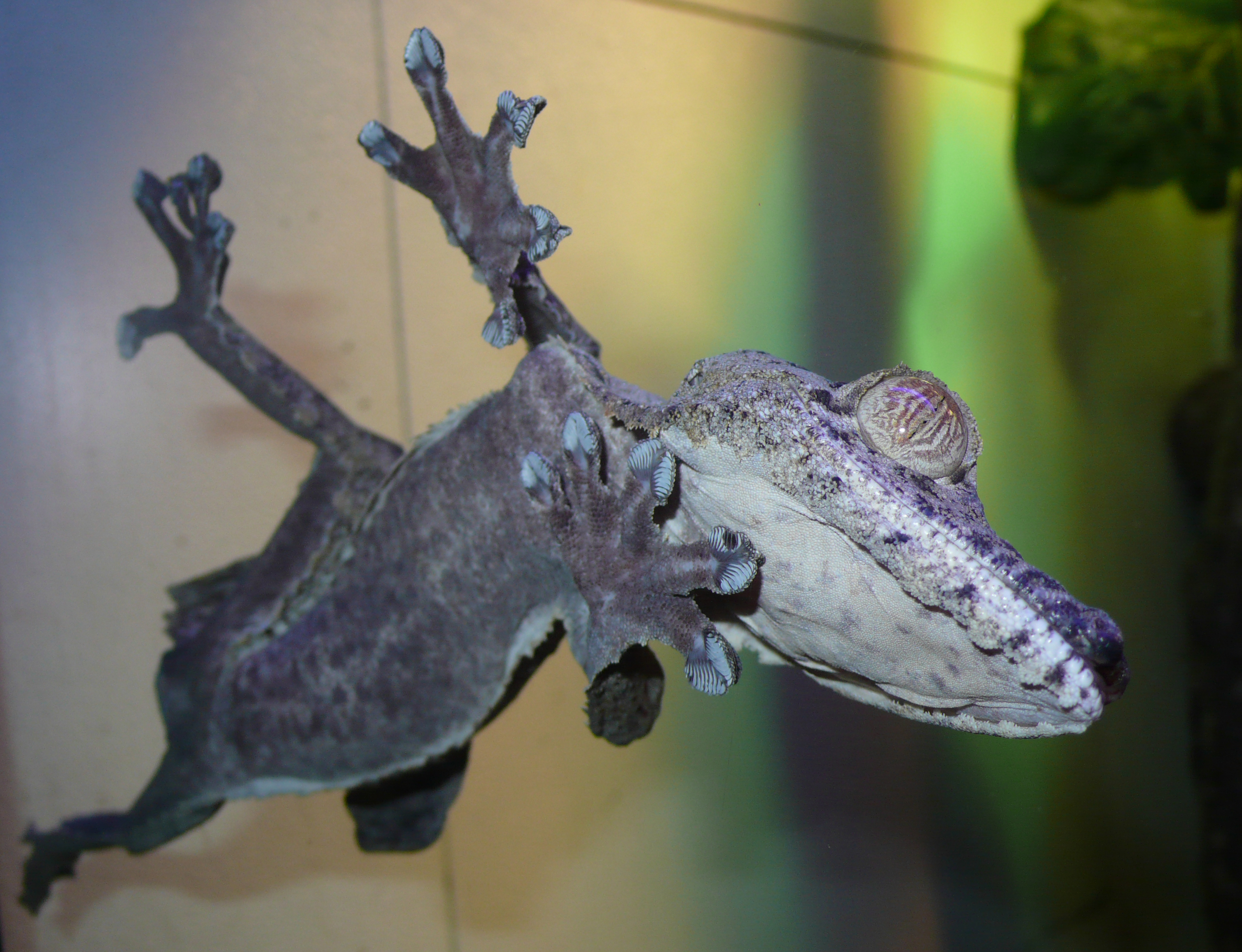
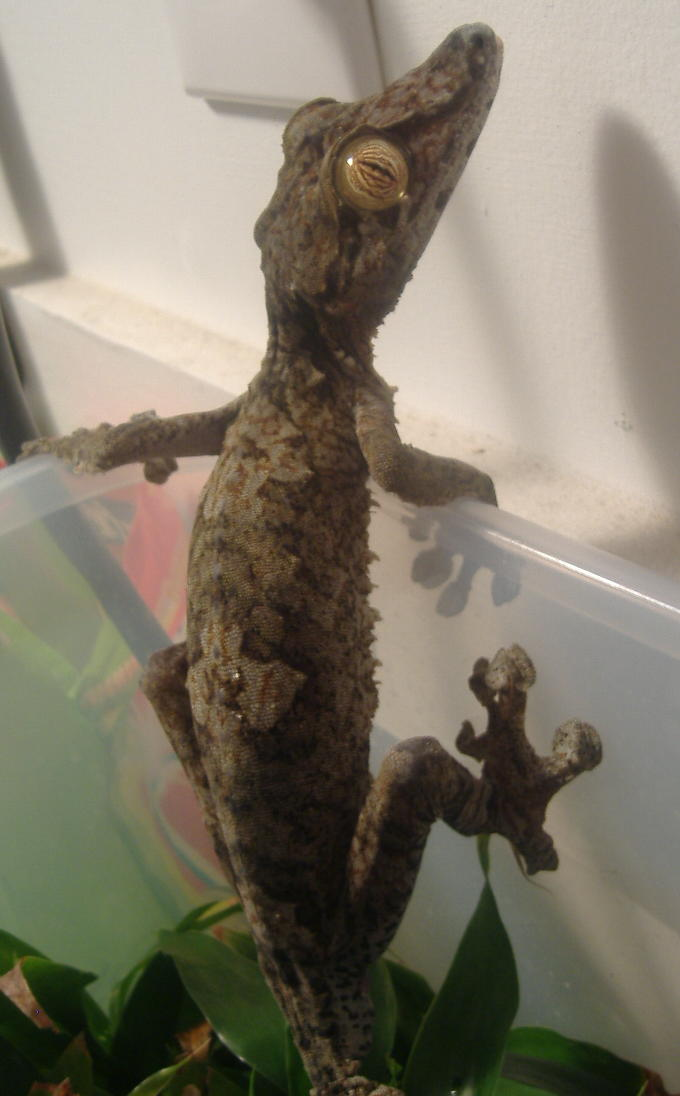
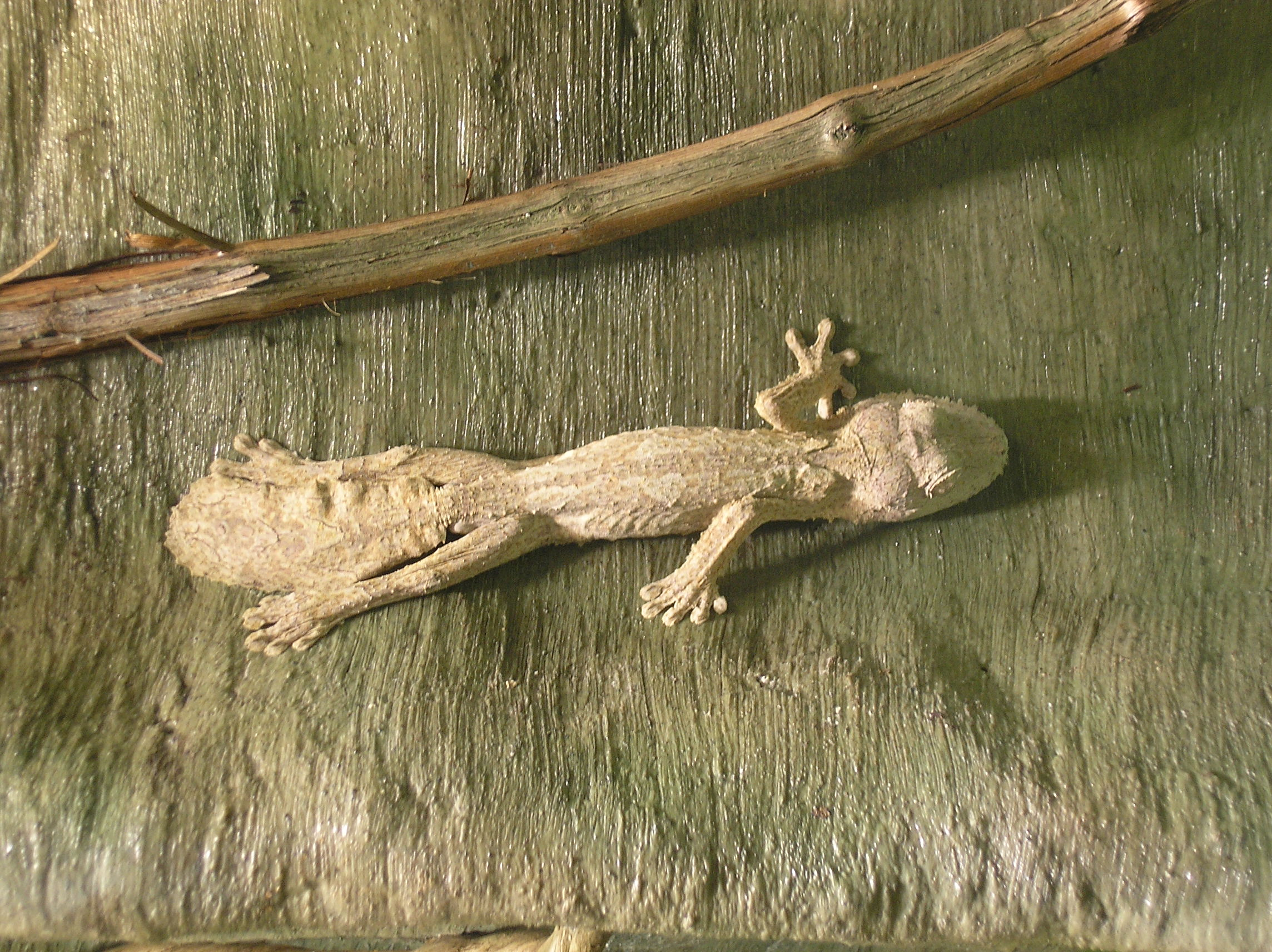
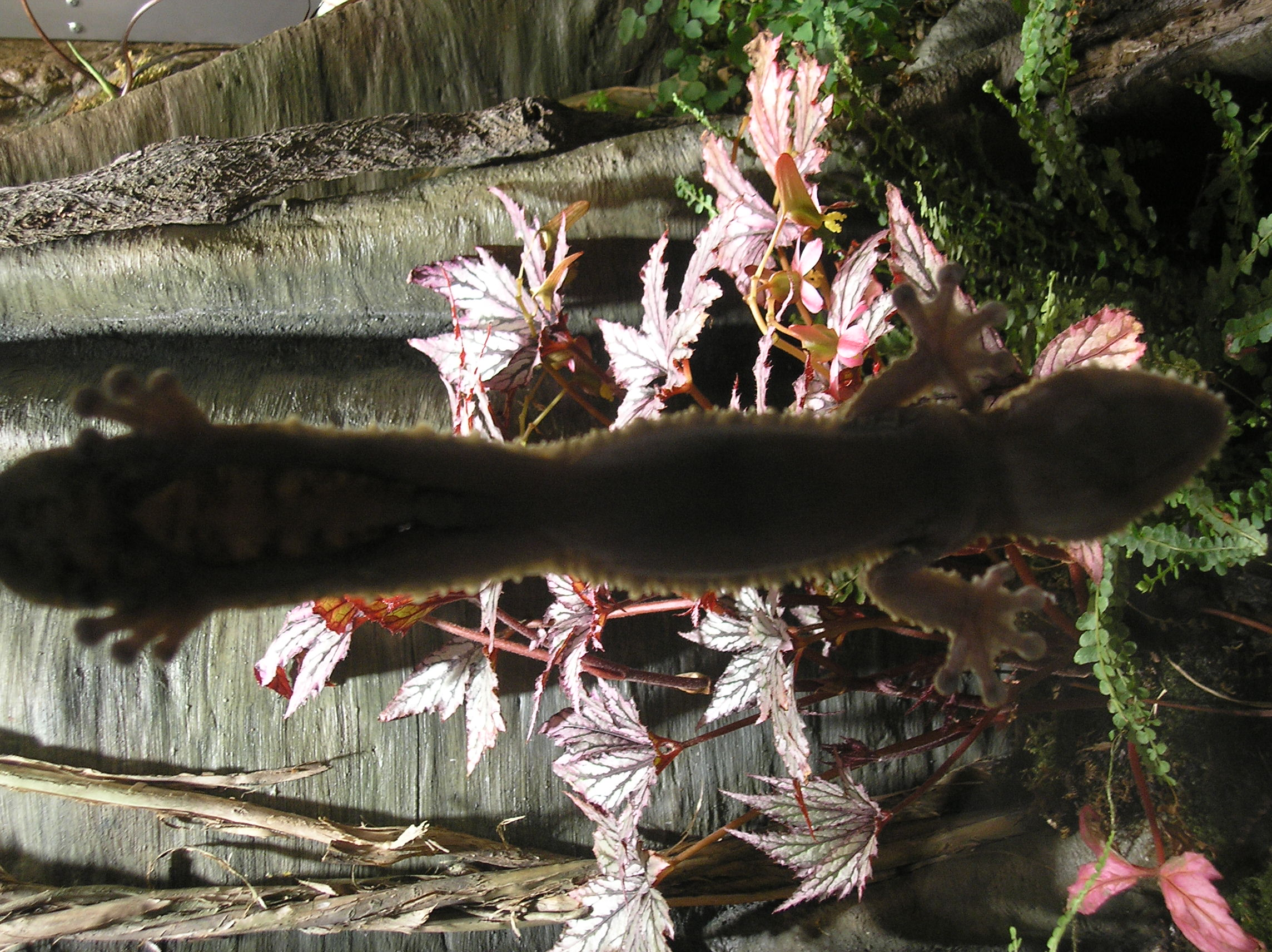
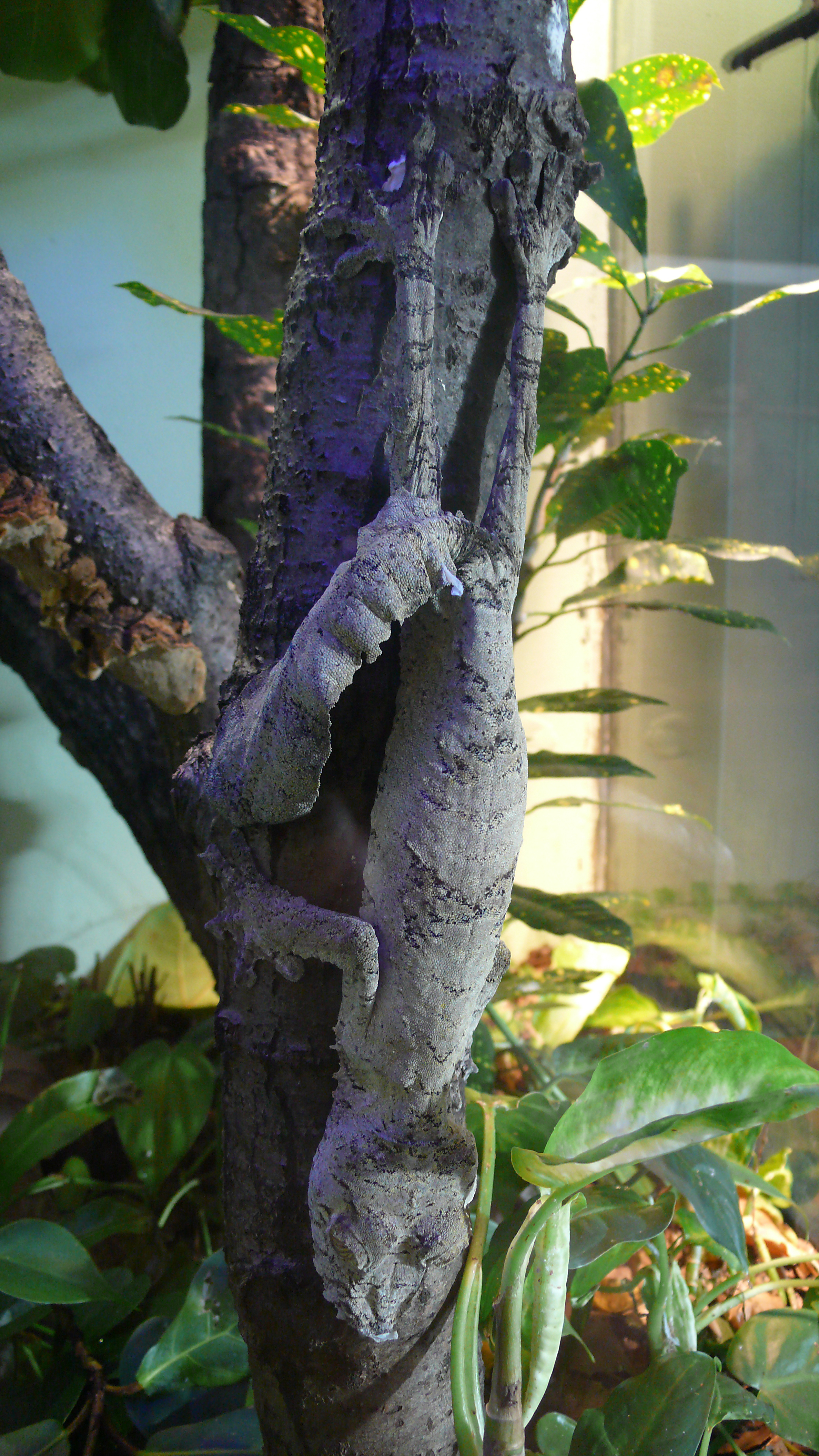
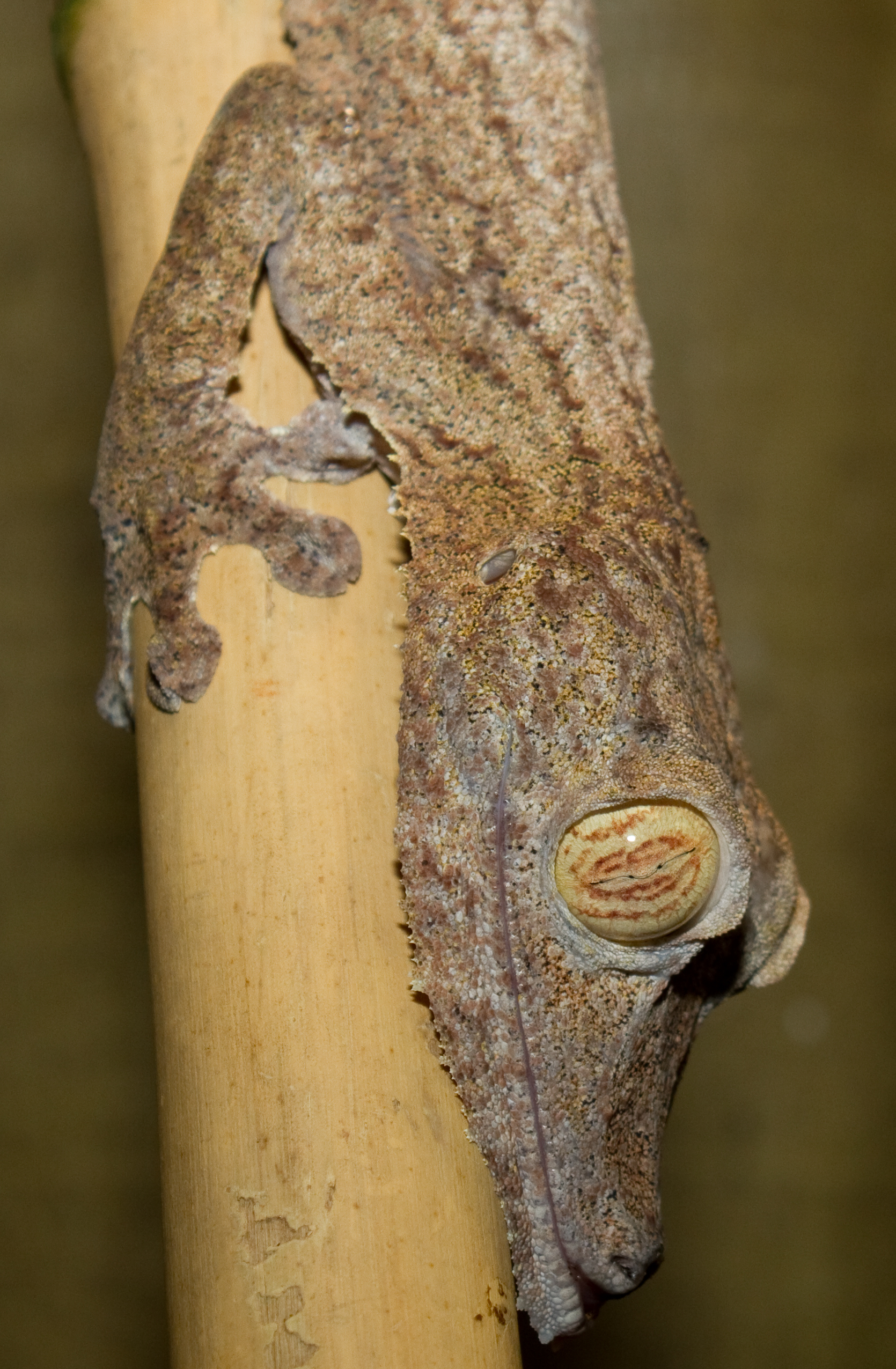